# Pintor del Bryn Mawr
El Pintor del Bryn Mawr és el nom donat a un grec àtic pintor de gots de ceràmica de figures roges actiu en l'època arcaica tardana (c. 500 - 480 abans de la nostra era).

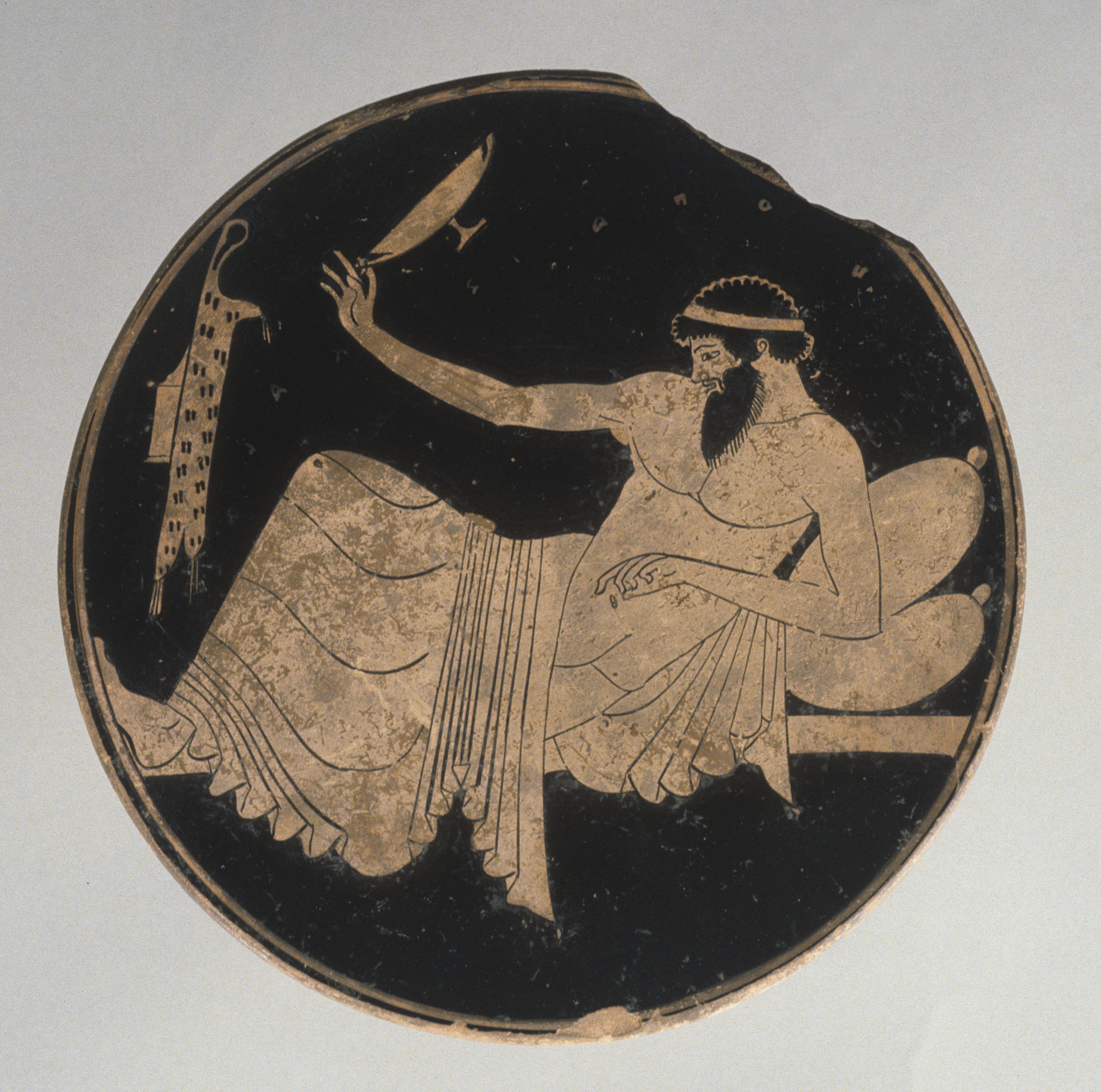
Plat de figures roges del pintor del Bryn Mawr amb un personatges jugant al còtabos

## Nom de l'objecte
El Pintor del Bryn Mawr fou batejat per John Beazley per una placa del Bryn Mawr CollegeArt and Artifact Collections (el got epònim del Pintor del Bryn Mawr).
Interior: una figura masculina recolzada, de cintura cap avall, descansa damunt un coixí doblegat. Amb el dit índex de la mà dreta estesa, sosté un cílix de l'ansa. De la mà esquerra li penja una corona de flors, tan desgastada que resulta quasi invisible. A la paret, als seus peus, penja un estoig tacat de flauta de pell d'animal. El personatge participa en un simposi grec i toca la flauta (festa de la beguda), i es mostra jugant al popular joc del còtabos, en què els concursants intentaven encertar diversos objectius amb els pòsits de vi llançats des del fons d'un cílix. Sobre el cap i el genoll apareix una inscripció kalós en què es llegeix "HO PAIS KALOS" ("el jove és bell").
Exterior: Conservat excepte per l'esmalt negre a l'anella de la base i en una ampla banda circular al centre del plat.